# Список команд Урал-1
В этом списке приводятся команды ЭВМ Урал-1

## Представление чисел и команд

Распределение разрядов полной ячейки памяти

Распределение разрядов полной ячейки памяти в двоично-десятичной форме

Формат команды

Урал-1 поддерживает форматы чисел с фиксированной запятой в прямом и двоично-десятичном коде. Разряд знака равный нулю кодирует неотрицательные числа, единица кодирует отрицательные числа.
Команды имеют следующий формат: {\displaystyle \tau _{1}\theta \tau _{2}+a}, где:
- {\displaystyle \tau _{1}} — признак переадресации
- {\displaystyle \theta } — код операции
- {\displaystyle \tau _{2}} — признак длины ячейки
- {\displaystyle a} — адрес

## Условные обозначения
- r — регистр АУ
- s — сумматор АУ
- С — содержимое регистра-счётчика
- F — регистр переадресации
- верхний индекс — указанный бит регистра
- M(x) — мантисса числа
- P(x) — порядок числа
- f(x1,…xn):=z — вычисление функции f, без модификации x и помещение результата в ячейку (регистр) z.
- X — не влияющий на вычисления бит (знак, цифра)
- (z)0 — значение ячейки (регистра) z до выполнения команды

Исполнительный адрес команды формируется по следующей формуле:
{\displaystyle {\tilde {a}}=a-\tau _{1}(F)};
где ã — исполнительный адрес команды, τ1 — признак переадресации, а — адрес из текущей инструкции, а F — значение регистра переадресации, то есть исполнительный адрес вычисляется как разница между адресом из инструкции и значением в регистре переадресации, значение из регистра переадресации учитывается, только если у инструкции указан флаг переадресации.
Знак нуля:
- всегда отрицательный после операций сложения/вычитания, за исключением (+0)+(+0), (+0)-(-0).
- знак нуля при операциях умножения/деления определяется по правилам умножения знаков.

Примечание: для записи формул используется операция «=:», означающая, что результат вычисления заносится в ячейку (регистр), напр. 2x2=:A (запись в А результата 2х2).

## Список команд
| Код операции θ | Название                        | формула                                                                                              | содержание | Сигналы                                                                            | Сигналы                                                            | комментарий |
|                |                                 | | | ω                                                                                  | φ                                                                  | |
| -------------- | ------------------------------- | --- | --- | ---------------------------------------------------------------------------------- | ------------------------------------------------------------------ | --- |
| 01             | Сложение                        | {\displaystyle \tau _{1}01\tau _{2}+a}                                                               | {\displaystyle (s_{0})+({\tilde {a}})=:(s);} {\displaystyle ({\tilde {a}})=:(r)} | {\displaystyle (s)\leqslant -0}                                                    | {\displaystyle \left\|(s)\right\vert >1-2^{-35}}                   | К значению сумматора добавляется значение ячейки {\displaystyle {\tilde {a}}}. Значение сохраняется в сумматоре, значение прибавляемого регистра не меняется. |
| 02             | Посылка в сумматор (присвоение) | {\displaystyle \tau _{1}02\tau _{2}+a}                                                               | {\displaystyle ({\tilde {a}})=:(s);} {\displaystyle ({\tilde {a}})=:(r)} | {\displaystyle (s)\leqslant -0}                                                    | —                                                                  | Сброс регистра сумматора в ноль и выполнение операции сложения (код θ=1) |
| 03             | Вычитание                       | {\displaystyle \tau _{1}03\tau _{2}+a}                                                               | {\displaystyle (s_{0})-({\tilde {a}})=:(s);} {\displaystyle ({\tilde {a}})=:(r)} | {\displaystyle (s)\leqslant -0}                                                    | {\displaystyle \left\|(s)\right\|>1-2^{-35}}                       | Знак числа {\displaystyle {\tilde {a}}} меняется на противоположный, после чего выполняется операция сложения (код θ=1) |
| 04             | Вычитание модулей               | {\displaystyle \tau _{1}04\tau _{2}+a}                                                               | {\displaystyle \left\|(s)_{0}\right\|-\left\|({\tilde {a}})\right\|=:(s);} {\displaystyle ({\tilde {a}})=:(r)}                                                                                    | {\displaystyle (s)\leqslant -0}                                                    | —                                                                  | Выполняется операция сложения (код θ=1) с предварительным изменением знаков: первоначальному значению сумматора присваивается знак {\displaystyle +}, числу {\displaystyle {\tilde {a}}} присваивается знак {\displaystyle -} |
| 05             | Умножение (тип 1)               | {\displaystyle \tau _{1}05\tau _{2}+a}                                                               | {\displaystyle (r)_{0}\times ({\tilde {a}})+(s)_{0}=:(s);} {\displaystyle 0=:(r)} | {\displaystyle (s)\leqslant -0}                                                    | {\displaystyle \left\|(s)\right\|>1-2^{-35}}                       | Регистр АУ умножается на {\displaystyle {\tilde {a}}}; произведение (умножение, тип 2, θ=6) прибавляется к содержимому сумматора. Результат записывается в сумматор, регистр АУ сбрасывается. |
| 06             | Умножение (тип 2)               | {\displaystyle \tau _{1}06\tau _{2}+a}                                                               | {\displaystyle (s)_{0}\times ({\tilde {a}})=:(s);} {\displaystyle 0=:(r)} | {\displaystyle (s)\leqslant -0}                                                    | —                                                                  | Значение из сумматора умножается на {\displaystyle {\tilde {a}}}. Результат заносится в сумматор. Регистр сбрасывается, произведение округляется. |
| 07             | Деление                         | {\displaystyle \tau _{1}07\tau _{2}+a}                                                               | {\displaystyle (s)_{0}:({\tilde {a}})=:(s);} {\displaystyle 0=:(r)} | {\displaystyle (s)\leqslant -0}                                                    | {\displaystyle \left\|(a)\right\|\leqslant \left\|(s)_{0}\right\|} | Значение из сумматора {\displaystyle (s)_{0}} делится на значение {\displaystyle {\tilde {a}}}. Результат заносится в сумматор. Частное округляется, регистр сбрасывается. |
| 10             | Присвоение знака                | {\displaystyle \tau _{1}10\tau _{2}+a}                                                               | {\displaystyle sign({\tilde {a}})\cdot \left\|(s)_{0}\right\|=:(s);} {\displaystyle ({\tilde {a}}):=(r)}                                                                                          | {\displaystyle (s)\leqslant -0}                                                    | —                                                                  | На сумматор переносится знак числа {\displaystyle {\tilde {a}}}. |
| 11             | Сдвиг                           | {\displaystyle 11XXXX}                                                                               | | {\displaystyle (s)=+0}                                                             | —                                                                  | Значение регистра сдвигается на число, указанное в 16—24 разрядах сумматора. Сдвиг зависит от знака {\displaystyle (s)_{0}}. Отрицательные значения — сдвиг вправо, положительные — сдвиг влево. |
| 12             | Выделение части                 | {\displaystyle \tau _{1}12\tau _{2}+a}                                                               | {\displaystyle (s^{i})_{0}\wedge ({\tilde {a}})=:(s^{i});} {\displaystyle ({\tilde {a}}^{i}):=(r^{i});} {\displaystyle l\leqslant i\leqslant 36}                                                  | {\displaystyle (s)=+0}                                                             | —                                                                  | Содержимое сумматора поразрядно логически умножается на число {\displaystyle ({\tilde {a}})}. Результат заносится в сумматор. |
| 13             | Формирование                    | {\displaystyle \tau _{1}13\tau _{2}+a}                                                               | {\displaystyle (s^{i})_{0}\vee ({\tilde {a}}^{i})=:(s^{i});} {\displaystyle ({\tilde {a}}^{i})=:(r^{i});} {\displaystyle l\leqslant i\leqslant 36}                                                | {\displaystyle (s)=+0}                                                             | —                                                                  | Содержимое сумматора порязрядно логически сладывается с числом {\displaystyle ({\tilde {a}})}. Результат помещается в сумматор. |
| 14             | Сравнение                       | {\displaystyle \tau _{1}14\tau 2+a}                                                                  | {\displaystyle (s^{i})_{0}\eqsim ({\tilde {a}}^{i})=:(s^{i});} {\displaystyle ({\tilde {a}}^{i})=:(r^{i});} {\displaystyle l\leqslant i\leqslant 36}                                              | {\displaystyle (s)=+0}                                                             | —                                                                  | Производится поразрядная операция отрицания равнозначности между содержимым сумматора и числом {\displaystyle (a^{i})}. Результат помещается в сумматор. |
| 15             | Нормализация                    | {\displaystyle \tau _{1}15\tau _{2}+a}                                                               | {\displaystyle (s)_{0}=sign(s)_{0}\times M(s)_{0}\cdot 2^{P_{(s)_{0}}};} {\displaystyle P(s)_{0}*2^{-17}:=(s);} {\displaystyle sign(s)_{0}\cdot M(s)_{0}:=({\tilde {a}});} {\displaystyle (s)=:r} | {\displaystyle (s)_{0}=\pm 0}                                                      | —                                                                  | Нормализация числа в сумматоре; мантисса и её знак записываются в ячейку {\displaystyle {\tilde {a}}}, порядок сохраняется в старшей половине сумматора (с сохранением знака в знаковом разряде). Если предыдущая операция привела к переполнению, то величина порядка устанавливается в +1. При выполнении операции округление не производится. В регистре остаётся то же значение, что и в сумматоре. |
| 16             | Посылка в память                | {\displaystyle \tau _{1}16\tau _{2}+a}                                                               | {\displaystyle (s)_{0}=:({\tilde {a}})} | {\displaystyle (s)_{0}\leqslant -0}                                                | —                                                                  | Значение из сумматора копируется в {\displaystyle {\tilde {a}}} на магнитном барабане. Значение сумматора, регистра АУ не меняется. |
| 17             | Послыка в регистр               | {\displaystyle \tau _{1}17\tau _{2}+a}                                                               | {\displaystyle ({\tilde {a}})=:(r)} | {\displaystyle (r)=\pm 0}                                                          | —                                                                  | Значение из ячейки {\displaystyle {\tilde {a}}} посылается на регистр АУ. Значение в сумматоре не меняется. |
| 20             | Посылка адреса в сумматор       | {\displaystyle \tau _{1}20\tau _{2}+a}                                                               | {\displaystyle (-1)^{\left[\tau _{2}\right]}\times {\tilde {a}}\times 2^{-17}=:(s)} | {\displaystyle (s)\leqslant -0} (то есть {\displaystyle \left[\tau _{2}\right]=1}) | —                                                                  | Сумматор сбрасывается, содержимое 12 и 1-11 разряда команды переносится в 36 и 19-29 разряды сумматора. |
| 21             | Условный переход                | {\displaystyle \tau _{1}21a}                                                                         | Если ω=1, то {\displaystyle {\tilde {a}}=:(C)} | не изменяется                                                                      | —                                                                  | Если в момент выполнения команды флаг ω установлен, то управление передаётся команде {\displaystyle ({\tilde {a}})}. Если флаг сброшен, то продолжается выполнение программы (со следующей команды). |
| 22             | Безусловный переход             | {\displaystyle \tau _{1}22a}                                                                         | {\displaystyle {\tilde {a}}=:(C)} | не изменяется                                                                      | —                                                                  | Управление передаётся команде {\displaystyle ({\tilde {a}})} |
| 23             | Передача управления по ключу    | {\displaystyle \tau _{1}23XXXa}                                                                      | При включенном ключе номер{\displaystyle {\tilde {a}}} {\displaystyle (C)_{0}+2=:(C)} | Сохраняется                                                                        | —                                                                  | Если ключ (флаг) с номером {\displaystyle {\tilde {a}}} из диапазона [1;7] включен, то следующая команда пропускается, если ключ выключен, выполняется. |
| 24             | Конец цикла                     | {\displaystyle \tau _{1}24a}                                                                         | {\displaystyle (F)_{0}-2^{(f)}=:(F)}; при {\displaystyle (F)_{0}\not =0} {\displaystyle {\tilde {a}}=:(C)}                                                                                        | Сохраняется                                                                        | —                                                                  | Содержимое регистра переадресации уменьшается на 1 или на 2 (см следующую команду). Если на регистре переадресации ноль, то управление передаётся следующей команде. Иначе выполнение передаётся команде, стоящей в ячейке (с адресом) {\displaystyle {\tilde {a}}} |
| 25             | Начало цикла                    | {\displaystyle \tau _{1}25\tau _{2}n}                                                                | {\displaystyle n=:(F)}; {\displaystyle \tau _{2}=:(f)} | —                                                                                  | —                                                                  | Число {\displaystyle n} записывается в регистр переадресации, а {\displaystyle \tau _{2}} в специальный одноразрядый регистр {\displaystyle f}. Значение регистра переадресации будет уменьшатся на {\displaystyle 2^{(f)}}, при выполнении команды конца цикла. |
| 26             | Суммирование                    | {\displaystyle }                                                                                     | {\displaystyle } | {\displaystyle }                                                                   | {\displaystyle }                                                   | |
| 30             | Изменение команд                | {\displaystyle \tau _{1}30a}                                                                         | — | —                                                                                  | —                                                                  | Ячейка {\displaystyle a} должна быть короткой. Обратный код её содержимого складывается в регистре команд (с циклическим переносом) с содержимым ячейки, следующей за той, которая хранит эту команду. Получившаяся при этом команда выполняется в следующем такте вместо очередной команды программы.                                                                                                  |
| 31             | Обмен между накопителями        | {\displaystyle }                                                                                     | {\displaystyle } | {\displaystyle }                                                                   | {\displaystyle }                                                   | |
| 31             | Чтение с перфоленты             | {\displaystyle \tau _{1}31a_{start}} {\displaystyle \tau _{1}01c} {\displaystyle \tau _{1}00a_{end}} | — | —                                                                                  | —                                                                  | Из зоны {\displaystyle c} перфоленты перепысываются последовательно числа в ячееки памяти с номерами от {\displaystyle a_{start}} до {\displaystyle a_{end}}. |
| 31             | Чтение с магнитной ленты        | {\displaystyle \tau _{1}31a_{start}} {\displaystyle \tau _{1}02c} {\displaystyle \tau _{1}00a_{end}} | — | —                                                                                  | —                                                                  | Из зоны {\displaystyle c} магнитной ленты переписываются последовательно числа в ячейки памяти с номерами от {\displaystyle a_{start}} до {\displaystyle a_{end}}. Ячейки памяти, в которые производится запись, должны быть полными. |
| 31             | Запись на магнитную ленту       | {\displaystyle \tau _{1}31a_{start}} {\displaystyle \tau _{1}03c} {\displaystyle \tau _{1}00a_{end}} | — | —                                                                                  | —                                                                  | Из ячеек памяти с номерами от {\displaystyle a_{start}} до {\displaystyle a_{end}} числа переносятся в зону {\displaystyle c} магнитной ленты. Ячейки памяти, из которых переносятся числа на магнитную ленту, должны быть полными. |
| 32             | Выдача (печать) результатов     | {\displaystyle \tau _{1}320000}                                                                      | — | —                                                                                  | —                                                                  | Печатается или перфорируется (в зависисмости от положения на пульте управления переключателя "печать - перфорирование") число, модифичированный обратный код которого хранится в сумматоре. Печать производится в десятичной системе счисления (числовом коде) или восмиричной системе (коде команд) в зависимости от положения тумблера "Печать".                                                      |
| 34             | Пропуск интервала               | {\displaystyle \tau _{1}340000}                                                                      | — | —                                                                                  | —                                                                  | Бумажная лента печатающего устройства перемещается без печати на ней на один интервал. |
| 37             | Останов                         | {\displaystyle \tau _{1}37a}                                                                         | — | —                                                                                  | —                                                                  | Останов машины с выдачей на пульт управления числа {\displaystyle ({\tilde {a}})} и одновременным переносом этого числа в сумматор. |

Команды с кодами 00, 27, 33, 35, 36 не задействованы (при выполнении команды значения регистров и флагов сохраняются неизменными).